# Fanatik (România)
Fanatik este un brand de sport și știri generale din România, deținut de jurnalistul Horia Ivanovici. Brandul Fanatik s-a impus pe piața mass-media prin revista Fanatik, emisiunea TV „Fanatik Show”, galele „Fantasticii Fanatik”, expunere în mediul online prin site-ul www.fanatik.ro, site nu doar de sport, ci și de Actualitate, Breaking News.

## Revista Fanatik
Revista Fanatik a apărut pe 26 octombrie 2004, fondată de omul de afaceri Silviu Prigoană, cu Horia Ivanovici director general și Ioan Viorel redactor-șef. În 2006, publicația, care apărea săptămânal, a fost cumpărată de jurnalistul Horia Ivanovici, care a dezvoltat mai departe brandul prin emisiunea TV „Fanatik Show”, galele „Fantasticii Fanatik” și site-ul www.fanatik.ro. Din aprilie 2018, revista Fanatik a devenit lunară, trecând de la 24 la 48 de pagini. În iunie 2019 a apărut numărul 700 al publicației.

## Site-ul Fanatik
Din 2013, revista Fanatik beneficiază de expunere și în mediul online, după ce a fost lansat site-ul www.fanatik.ro. Publicația online din România nu este una numai de sport, ci acoperă o arie largă de subiecte de actualitate din domeniile cultură, social, justiție sau monden.
Platforma media www.fanatik.ro este printre cele mai vizitate din România, cu o medie de 350.000 de cititori unici în fiecare zi, conform www.brat.ro, fiind în TOP 10 al publicațiilor online din România. Aproximativ 30 de angajați lucrează în cadrul companiei Fanatik, peste jumătate dintre aceștia fiind în contact direct și permanent cu site-ul web www.fanatik.ro.

## Emisiuni
- Fanatik Show - emisiune sportivă

## Galele "Fantasticii Fanatik"
Succesul emisiunii „Fanatik Show” s-a materializat timp de 9 ani și în Galele „Fantasticii Fanatik”, la care erau premiați cei mai buni sportivi și campioni români ai anului respectiv. Prima Gală „Fantasticii Fanatik” a avut loc în 2005, în două ediții. Cea de-a XI-a ediție a Galei „Fantasticii Fanatik”, din 25 noiembrie 2014, a fost și ultima. În 2015, Gala „Fantasticii Fanatik” de la sfârșitul anului a fost anulată în semn de respect pentru victimele tragediei de la „Colectiv” și familiile acestora.

### Premiații ultimei Gale „Fantasticii Fanatik”, ediția a XI-a, 25 noiembrie 2014[6]
- Portarul anului: Giedrius Arlauskis (Steaua)
- Fundașul anului: Lukasz Szukala (Steaua)
- Mijlocașul anului: Mihai Pintilii (Al-Hilal Riad)
- Atacantul anului: Claudiu Keșeru (Steaua)
- Fotbalistul anului: Lucian Sănmărtean (Steaua)
- Transferul anului: Paul Papp (Steaua)
- Jucătorul „Revelația anului”: Valentin Lazăr (Dinamo)
- Antrenorul anului: Laurențiu Reghecampf (Steaua)
- Antrenorul „Revelația anului”: Flavius Stoican (FC Brașov)
- Arbitrul anului: Cristi Balaj
- Președintele anului: Valeriu Argăseală (Steaua)
- Managerul anului: Ionel Dănciulescu (Dinamo)
- Patronul anului: Florian Walter (U Cluj)
- Impresarul anului: Anamaria Prodan
- Profesionistul anului: Gheorghe Chivorchian (secretar general FRF)
- Premiul de excelență: Raul Rusescu (Steaua)
- Premiul special „Fotbal spectacol”: Gheorghe Mulțescu (Petrolul Ploiești)
- Premiul special „100 România”: Răzvan Raț (PAOK Salonic)
- Premiul special „Marius Lăcătuș”: Alexandru Chipciu (Steaua)
- Premiul „Eroii anului”: fotbaliștii Rapidului
- Premiul special al legendei: Nicolae Rainea
- Stranierul anului: Fernando Varela (Steaua)
- Speranța anului: Florin Tănase, Bogdan Mitrea, Alexandru Mitriță (toți Viitorul), Mihai Roman (Pandurii)
- Omul anului: Răzvan Burleanu
- Premiul special „Revitalizarea fotbalului”: Gino Iorgulescu
- Premiul special „Revenirea Legendei”: Anghel Iordănescu
- Premiul special „Susținerea sportului”: Timișoreana
- Premiul special „Susținerea sportului”: OMV Petrom
- Premiul special „Susținerea sportului”: Adeplast
- Agenția de pariuri a anului: SUPERBET
- Marele premiu FANATIK: Intel Sky Broadcast și Look TV

## Colaboratori
- Cornel Dinu (editorialist www.fanatik.ro)
- Mihai Stoica (colaborator permanent Fanatik Show)
- Ilie Dumitrescu (colaborator permanent Fanatik Show)
- Helmuth Duckadam (colaborator permanent Fanatik Show)
- Andrei Vochin (editorialist / analist www.fanatik.ro)
- Grigore Cartianu (editorialist www.fanatik.ro / colaborator permanent Fanatik Show)
- Marius Mitran (editorialist www.fanatik.ro / colaborator permanent Fanatik Show)
- Alin Buzărin (colaborator permanent Fanatik Show)
- Răzvan Ioan Boanchiș (colaborator permanent Fanatik Show)
- Dan Udrea (colaborator permanent Fanatik Show)
- Daniel Nanu (colaborator permanent Fanatik Show)
- Cătălin Țepelin  - actual redactor-șef Gazeta Sporturilor (colaborator permanent Fanatik Show)

În cei 16 ani de existență, Fanatik a beneficiat și de experiența și expertiza regretaților Ilie Balaci, Nicolae Manea sau George Stanca, colaboratori permanenți la „Fanatik Show”.

## Emisiunea TV „Fanatik Show”
Revista sportivă și site-ul Fanatik au avut propria emisiune, intitulată „Fanatik Show”, moderată de Horia Ivanovici, găzduită de mai multe posturi TV, timp de peste 10 ani. Talk-show-ul a debutat la postul de televiziune TV Sport (actual Sport.ro/ProX), în 2003, apoi s-a mutat la Prima TV, apoi la OTV. În 2007, emisiunea de televiziune a putut fi urmărită de telespectatori la Telesport, ca doi ani mai târziu, în 2009, să se difuzeze, iarăși, la OTV. După șase luni, „Fanatik Show” a schimbat, din nou, televiziunea, și a debutat la Digisport pe 15 august 2009. După patru ani, în septembrie 2013, Digisport a întrerupt unilateral contractul cu moderatorul Horia Ivanovici și a scos din grilă „Fanatik Show”. Decizia a fost urmată de un proces în instanță, câștigat de Horia Ivanovici în 2016. Din august 2014 până în februarie 2015, „Fanatik Show” a fost prezentă în grila postului Look TV. Între octombrie 2013 - februarie 2014, a fost realizat la Etno TV.